# Trichardopsis dolicharista
Trichardopsis dolicharista is een vliegensoort uit de familie van de roofvliegen (Asilidae). De wetenschappelijke naam van de soort is voor het eerst geldig gepubliceerd in 1963 door Pavel Lehr.